# Blacus facialis
Blacus facialis är en stekelart som först beskrevs av Charles Thomas Brues 1933.  Blacus facialis ingår i släktet Blacus och familjen bracksteklar. Inga underarter finns listade.